# 天鵝座V1942
天鵝座V1942，又名BD+43 4119，HD 209515、SAO 51595、HR 8407，是天鵝座的一颗恒星，视星等为5.6，位于銀經94.08，銀緯-8.58，其B1900.0坐标为赤經21h 58m 54.4s，赤緯+44° -8.58′ 3″。